# Kundgol
Kundgol é uma panchayat (vila) no distrito de Dharwad, no estado indiano de Karnataka.

## Geografia
Kundgol está localizada a 15° 15′ N, 75° 15′ L. Tem uma altitude média de 615 metros (2017 pés).

## Demografia
Segundo o censo de 2001, Kundgol tinha uma população de 16 837 habitantes. Os indivíduos do sexo masculino constituem 51% da população e os do sexo feminino 49%. Kundgol tem uma taxa de literacia de 64%, superior à média nacional de 59,5%: a literacia no sexo masculino é de 73% e no sexo feminino é de 54%. Em Kundgol, 12% da população está abaixo dos 6 anos de idade.